# 핫카쿠 쓰요시
핫카쿠 쓰요시(일본어: 八角 剛史, 1985년 4월 20일~)는 일본의 전 축구 선수이다.

## 구단 경력
그는 2008년부터 2017년까지 J리그의 요코하마 FC, 기라반츠 기타큐슈에서 활동하였다.